# Danh sách đảo Yemen
Danh sách đảo của Yemen:
- Kamaran
- Socotra
- Quần đảo Hanish
- Zuqar
- Abd al Kuri
- Perim
- Đảo Samhah
- Darsah